# Zynovij Kovalyk
Blahoslavený Zynovij Hryhorovyč Kovalyk (ukrajinsky Зиновій Григорович Ковалик; 18. srpna 1903 Ivačiv Horišnij, Halič, Rakousko-Uhersko – 1941 Lvov) byl katolický kněz východního (byzantsko-slovanského) obřadu, misionář a redemptorista. Zemřel mučednickou smrtí.

## Život
Narodil se v roce 1903 v obci Ivačiv Horišnij u Ternopilu. Již v dětství byl znám svou hlubokou vírou a nekompromisností v náboženských otázkách.
V srpnu 1926 složil první sliby v kongregaci redemptoristů. Studoval v Belgii, kde byl také 9. srpna 1932 vysvěcen na kněze. Mottem jeho kněžského působení byla tato modlitba, kterou dal natisknout na své primiční obrázky: Ježíši, přijmi mě spolu s obětí tvého Těla a Krve. Přijmi tuto moji oběť za tvou svatou církev, za kongregaci, za vlast… Maria, moje drahá Matko, chraň moje kněžství…
Působil jako misionář na Volyni. Byl velkým šiřitelem úcty k Panně Marii. S příchodem bolševiků se stáhl do Lvova. Tam navázal kontakty s metropolitou Šeptickým. Z toho získaly úřady dojem, že je metropolitovou pravou rukou a snažili se najít záminku, aby jej mohli uvěznit. P. Kovalyk se ale nebál. To dokazuje jeden z jeho výroků: Když to bude Boží vůle, s radostí přijmu i smrt, ale jako kazatel nebudu dělat kompromisy a křivit tak cestu pravdy.

## Utrpení
V noci z 20. na 21. prosince 1940 byl odvlečen KGB z kláštera Redemptoristů ve Lvově. Čtyři měsíce o něm spolubratři neměli žádné zprávy. Ve vězení rozvinul tajnou pastoraci spoluvězňů a tajně sloužil bohoslužby. Podmínky ve vězení byly nelidské. Na cele 3x4 metrů bylo přes 30 vězňů, přes noc museli spát na podlaze, protože v cele nic nebylo. P. Zynovij se o vše dělil se spoluvězni. Snažil se jim pozvednout náladu, vyprávěl jim i veselé historky ze života misionářů.
Během vyšetřování absolvoval 28 velice brutálních výslechů.

## Smrt
V červnu 1941 byl Lvov velice silně bombardován. Během náletů zahynulo asi 7.000[zdroj?] vězňů. Věznitelům byli na obtíž, proto je stříleli. Mezi 27. a 29. červnem zemřel i otec Zynovij. Podle svědectví spoluvězňů jej mučitelé ukřižovali na zeď věznice, rozřezali mu břicho a vložili do něj mrtvolu dítěte.

## Beatifikace
Papež sv. Jan Pavel II. otce Zynovije prohlásil za blahoslaveného v roce 2001 během návštěvy Lvova. Spolu s ním se uskutečnila beatifikace dalších 26 mučedníků - řeckokatolíků.